# Odvrgljiv rezervoar
Odvrgljiv rezervoar ali zunanji rezervoar (ang. drop tank, external tank ali wing tank) je rezervoar za gorivo, ki se ga namesti na zunanje dele letala npr. pod krila ali pod trup. Uporabljajo se večinoma na vojaških letalih za povečanje doleta in trajanja leta. Ko se rezervoar izprazni, se ga po navadi odvrže. V izjemnih okoliščinah, na primer pred bojem, lahko pilot odvrže v letu tudi polnega. V nekaterih primerih lahko letalo tudi pristane z njimi.
Prvič so odvrgljive rezervoarje uporabili v španski državljanski vojni. V drugi svetovni vojni so Nemci uporabljali standardizirane 300-litrske rezervoarje na veliko različnih tipih letal.
Slabost odvrgljivih rezerovarjev je povečan zračni upor in manjša manevrirnost letala. Letalo bo po navadi najprej uporabilo gorivo iz odvrgljivih rezervoarjev, jih odvrglo, da se zmanjša zračni upor in nadaljevalo z letom z gorivom iz notranjih rezervoarjev.
Obstajajo tudi konformni rezervoarji za gorivo (CFT), ki so v bistvu dodatni rezervoarji pri straneh trupa in niso odvrgljivi, v nekaterih primerih se jih da odstraniti na zemlji.